# مجزرة عائلة درويش
مجزرة عائلة درويش (نوفمبر 2023) هي مجزرةٌ ارتكبها سلاح الجوّ الإسرائيلي حينما أغارَ على منزل سكني يتبع لعائلة درويش. وخلال الحرب الفلسطينية الإسرائيلية قام سلاح الجو بشن سلسلة غارات على مخيم النصيرات، واستهدفت هذه الغارات منازل سكنية يعيش به كافة أفراد عائلة درويش. هذه المجزرة من ضمن عدة مجازر وقعت خلال عملية طوفان الأقصى. تسبّبت هذه المجزرة الإسرائيليّة والتي استهدفت عائلة درويش إلى استشهاد أكثر من 28 شهيداً من عائلة درويش.

## خلفية الحدث
في ساعاتِ الصباح الأولى من يوم السابع من أكتوبر 2023 أطلقت حركة المقاومة الإسلامية حماس عبر ذراعها العسكري كتائب الشهيد عز الدين القسام عملية طوفان الأقصى وذلك ردًا على الاعتداءات الإسرائيلية وتدنيس الأقصى والاستمرار في الاستيطان، كما أكّد على ذلك محمد الضيف القائد العام للقسّام والذي أعطى إشارة انطلاق العمليّة التي شهدت اقتحامًا من المقاومين لمستوطنات غلاف غزة ونجحوا في قتلِ عدد كبيرٍ من الجنود الإسرائيلين، وأسر عشرات آخرين كما استطاعوا خلال ساعات قطع عشرات الكيلومترات ووصلوا لمستوطنات أبعد من تلك المحيطة والقريبة من قطاع غزة.
استمرَّت الاشتباكات بين الجيش الإسرائيلي وبين المقاومين في عديد من المستوطنات وعلى رأسها مستوطنة سديروت. الرد الإسرائيلي على هذه العمليّة جاء من خلال شنّ سلاح الجو الإسرائيلي عشرات الغارات العشوائيّة على القطاع متسبّبة في مقتل عشرات المدنيين وتدمير البنية التحتية لمدن القطاع، ليصل حد فرض إغلاق شامل وقطع متعمد لكل الخدمات من ماء وكهرباء وغاز، وهو ما هدَّد حياة أكثر من مليونَي فلسطيني يعيشُ داخل القطاع الذي يُعاني أصلًا من تبعات الحصار الخانق عليهم منذ ستة عشر عاماً.
وفي مساء يوم 27 أكتوبر/تشرين الأول، أعلن جيش الاحتلال الإسرائيلي بدء الهجوم بري على قطاع غزة من خلال بدء التوغل في بلدة بيت حانون ومخيم البريج. حدث الهجوم وسط سلسلة من الغارات الجوية الإسرائيلية واسعة النطاق التي أدت إلى قطع الاتصالات المتنقلة والوصول إلى الإنترنت في غزة.

## الضحايا
1. الحاج إبراهيم درويش
2. نايفة محمود خليل درويش
3. محمد إبراهيم درويش
4. سمر أحمد سليمان درويش
5. إبراهيم محمد إبراهيم درويش
6. يزن محمد إبراهيم درويش
7. أحمد محمد إبراهيم درويش
8. يامن محمد إبراهيم درويش
9. أنس محمد إبراهيم درويش
10. مسك محمد إبراهيم درويش
11. كنان محمد إبراهيم درويش
12. سماهر إبراهيم درويش
13. مريم محمد خليل درويش
14. أحمد زكي عبدالله درويش
15. زوجته سعاد إبراهيم درويش
16. زكي أحمد زكي درويش
17. إيهاب أحمد زكي درويش
18. محمد أحمد زكي درويش
19. سالي أحمد زكي درويش
20. شام أحمد زكي درويش
21. عبدالله زكي عبدالله درويش
22. فداء حسن أبو زايد
23. صهيب عبدالله زكي درويش
24. أُمنية عبدالله زكي درويش
25. منة الله عبدالله زكي درويش
26. أسيل عبدالله زكي درويش
27. أحمد عبدالله زكي درويش
28. عبدالعزيز عبدالله زكي درويش